# Wilhelm Külz
Wilhelm Leopold Friedrich Külz (ur. 18 lutego 1875 w Bornie, zm. 10 kwietnia 1948 w Berlinie) – niemiecki polityk, nadburmistrz Żytawy (1912–1918) i Drezna (1931–1933), od 1945 do 1948 przewodniczący Liberalno-Demokratycznej Partii Niemiec. 

## Życiorys
Syn Ottona (1839–1921), pastora, i Anny z domu Paschasius. Po zdaniu matury w szkole Sankt Augustin w Grimma studiował prawo na Uniwersytecie w Lipsku i Tybindze. W czasie studiów należał do związku "Sängerschaft Arion". Od 1901 pracował jako urzędnik w Żytawie, a od 1903 pełnił obowiązki wiceburmistrza Meerane. W latach 1904–1912 był burmistrzem (od 1909: nadburmistrzem) Bückeburg. Sprawował mandat posła do Landtagu Schaumburg-Lippe, był jego przewodniczącym. 
W 1907 został mianowany komisarzem Rzeszy ds. samorządu w Niemieckiej Afryce Południowo-Zachodniej. Przez rok przebywał w Afryce, gdzie opracował ustrój samorządowy dla niemieckiej kolonii. W 1912 mianowany nadburmistrzem Żytawy. Walczył w czasie I wojny światowej (1914–1918). 
W Republice Weimarskiej sprawował od 1923 urząd wiceburmistrza (II burmistrza) Drezna, odpowiadając za miejskie finanse. W 1918 został członkiem Niemieckiej Partii Demokratycznej (wcześniej działał w Partii Narodowo-Liberalnej) – sprawował funkcję prezesa DDP w Saksonii (1920–1933). W 1919 posłował do Zgromadzenia Narodowego w Weimarze, a w latach 1922–1932 do Reichstagu. 

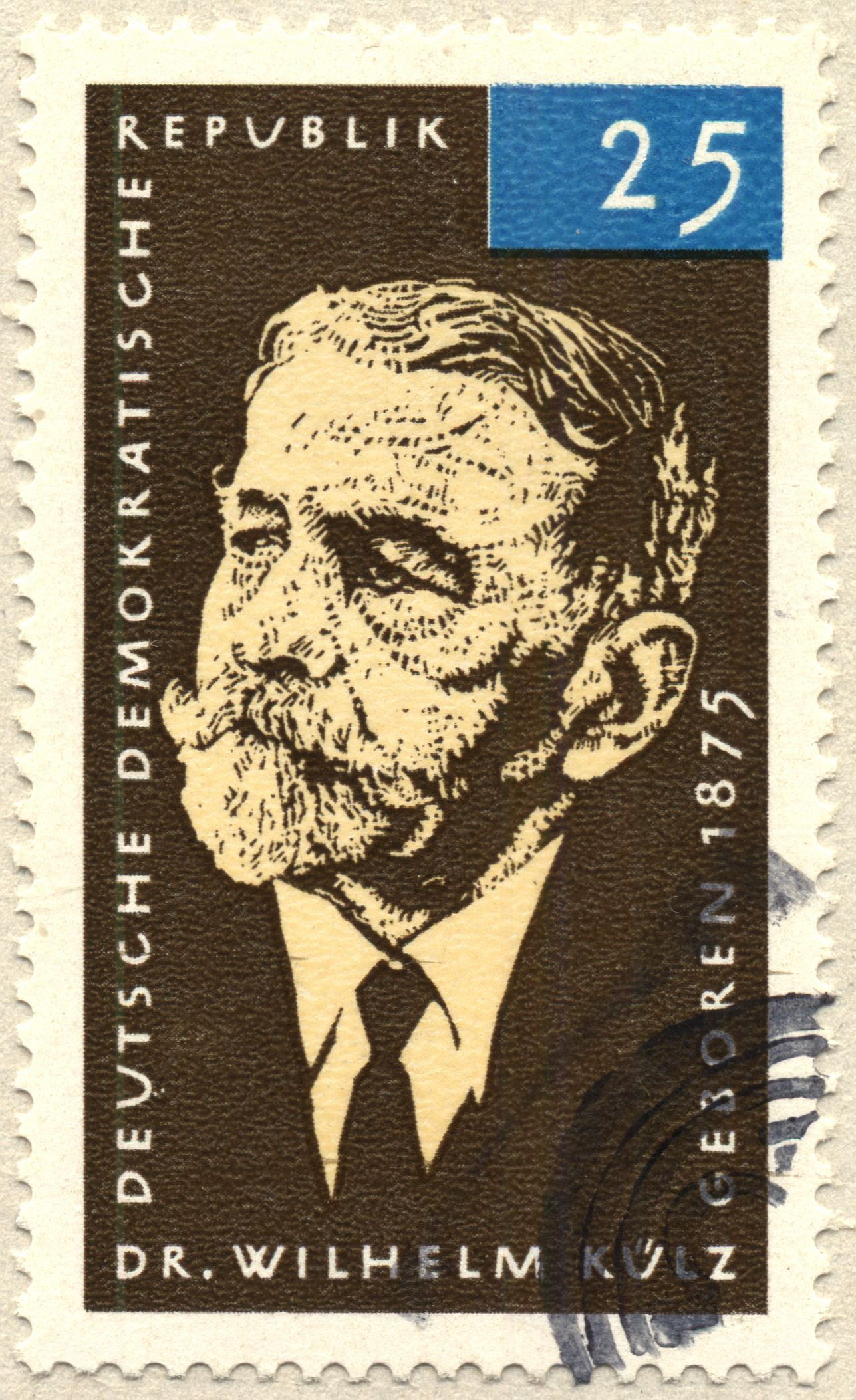
Znaczek z podobizną Wilhelma Külza

W styczniu 1926 objął funkcję ministra spraw wewnętrznych w II gabinecie Hansa Luthera (do grudnia 1926). W 1931 z powodzeniem kandydował na urząd nadburmistrza Drezna jako wspólny kandydat sił republikańskich. W marcu 1933 pozbawiony urzędu przez komisarza Rzeszy Manfreda von Killingera za sprzeciw wobec wywieszeniu flagi ze swastyką na urzędzie miejskim. Od 1935 pracował w Berlinie jako adwokat. 

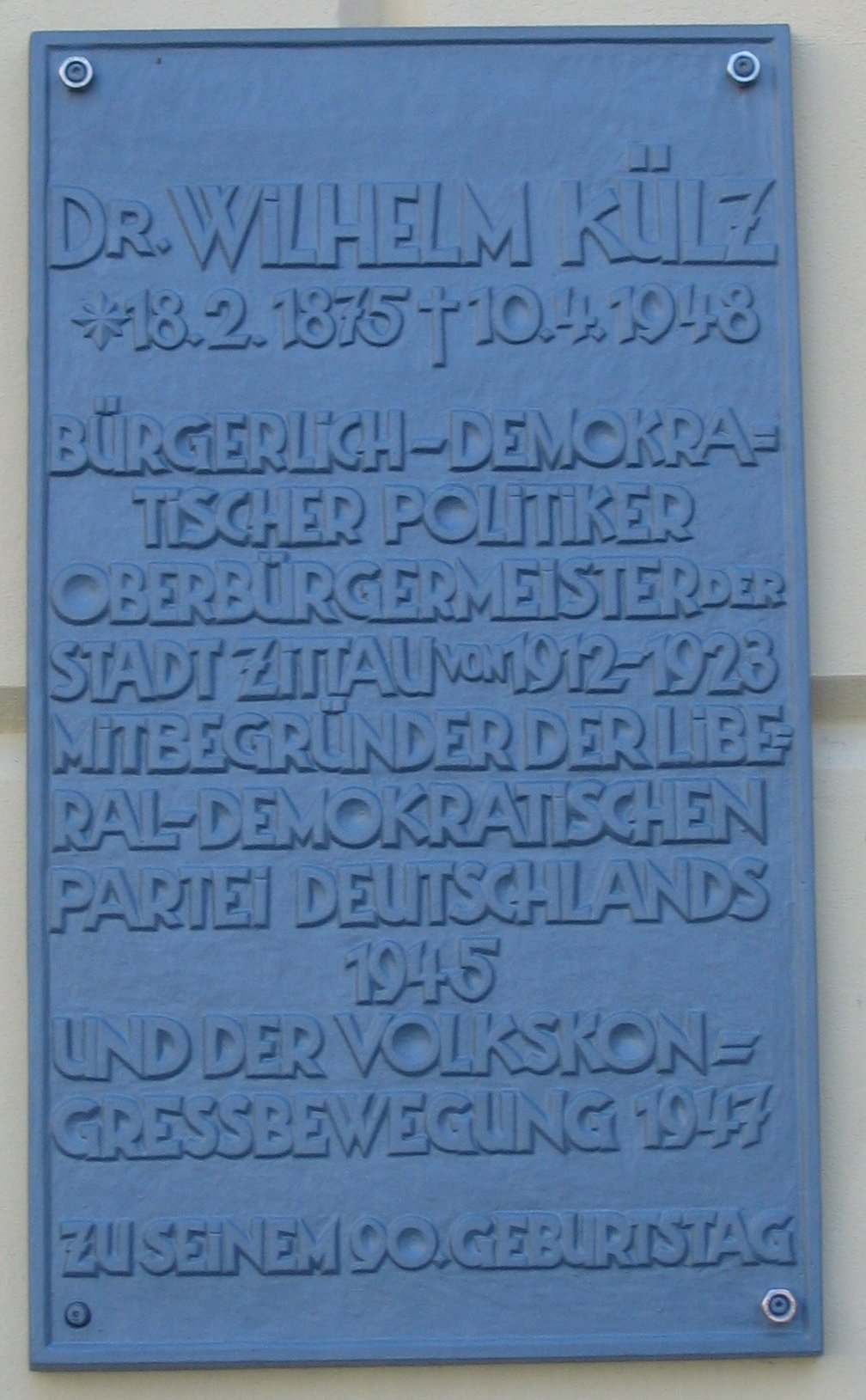
Tablica pamiątkowa na cześć Wilhelma Külza na ścianach ratusza w Żytawie

W lipcu 1945 zakładał w Berlinie Partię Liberalno-Demokratyczną (LDP), która nawiązywała do dorobku DDP. Po odejściu Waldemara Kocha został jej przewodniczącym (do śmierci). 17 marca 1947 wraz z Theodorem Heussem wybrany współprzewodniczącym ogólnoniemieckiej Demokratycznej Partii Niemiec (Demokratische Partei Deutschlands, DPD). 
Wraz z Otto Nuschkem (CDU) i Wilhelmem Pieckem (SED) przewodniczył Niemieckiej Radzie Ludowej, która miała za zadanie opracować konstytucję Niemiec. 
Jest patronem związanej z FDP Fundacji (niem. Wilhelm-Külz-Stiftung) działającej w Saksonii.

## Publikacje
- Deutsch-Südafrika im 25. Jahre deutscher Schutzherrschaft, Süsserott Berlin 1909.
- Die Gemeindepolitik der Deutschen Demokratischen Partei, Demokratischer Verlag, Berlin o. J. (1920).
- Deutsche Wiedergeburt. Parteileitung d. Liberal-Demokratischen Partei Deutschlands, Berlin o. J. (1947).
- Aus Reden und Aufsätzen, wyd. Manfred Bogisch, Wydawnictwo "Der Morgen", Berlin 1984.
- Ein Liberaler zwischen Ost und West: Aufzeichnungen 1947–1948, wyd. Hergard Robel, Oldenburg München 1989, ISBN 3-486-54101-3.

## Literatura
- Armin Behrendt, Wilhelm Külz: Aus dem Leben eines Suchenden, Buchverlag Der Morgen, Berlin 1968.
- Karl-Heinz Grundmann, Zwischen Verständigungsbereitschaft, Anpassung und Widerstand: Die Liberal-Demokratische Partei Deutschlands in Berlin und der Sowjetischen Besatzungszone 1945–1949, FDP-Bundestagsfraktion, Bonn 1978
- Thomas Kübler, Wilhelm Külz als Kommunalpolitiker. In: Jahrbuch zur Liberalismus-Forschung, Band 18, 2006, s. 101–110.
- Wolfgang Mischnick, Erinnerungen an Wilhelm Külz, Wilhelm-Külz-Stiftung, Dresden 1995
- Gerhard Papke, Die Nachkriegspolitik von Wilhelm Külz, Wilhelm-Külz-Stiftung, Dresden 1998
- Werner Schneider, Die Deutsche Demokratische Partei in der Weimarer Republik: 1924–1930, München: Fink, 1978, ISBN 3-7705-1549-8, OCLC 3972865. Brak numerów stron w książce